# Cienfuegos

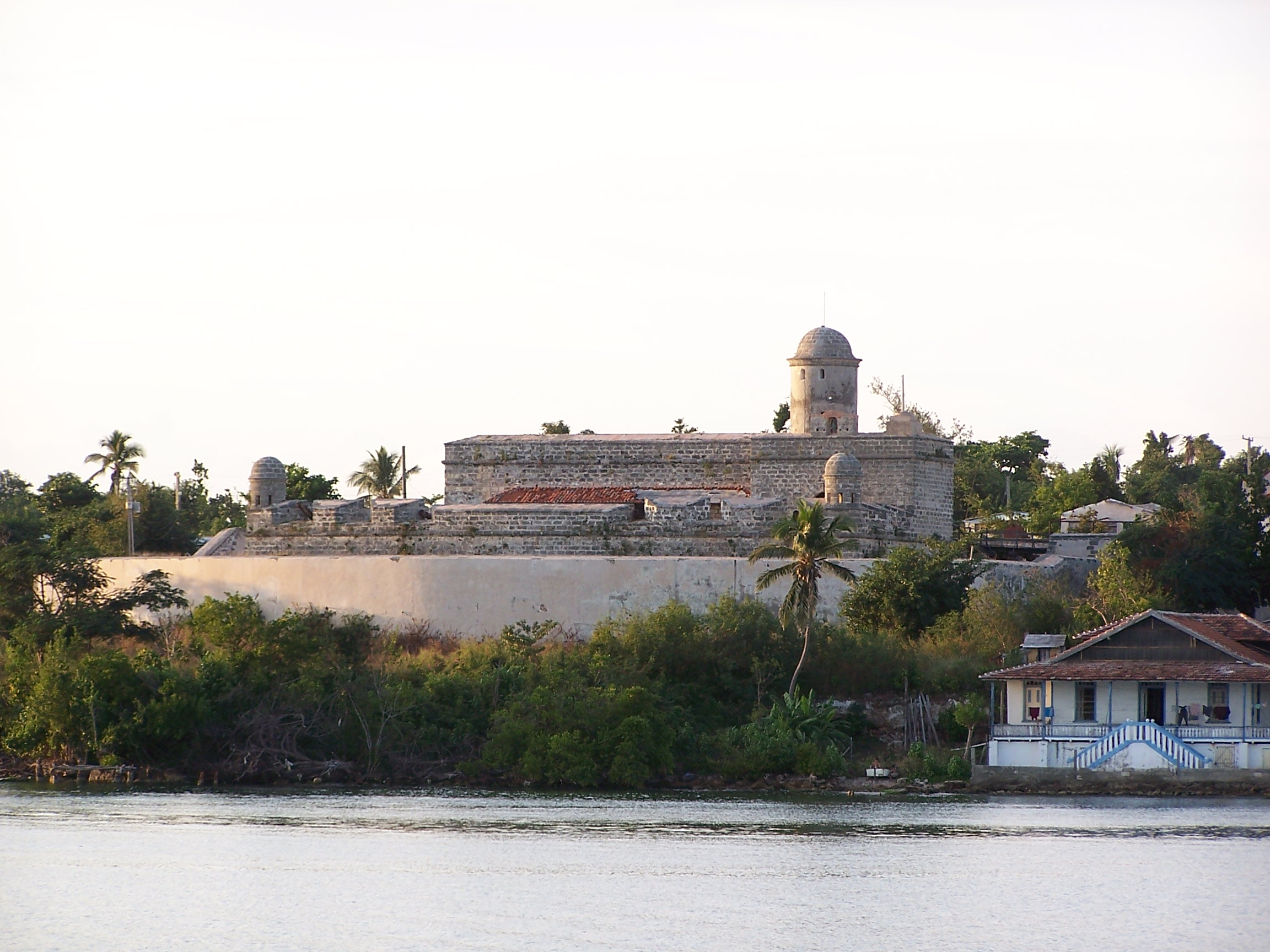
Cienfuegos

Cienfuegos este un oraș aflat pe coasta sudică a Cubei, fiind de asemenea capitala provinciei Cienfuegos. Este localizat la aproximativ 250 km de Havana și are o populație de 150,000 de locuitori. Orașul mai este numit "La Perla del Sur" (Perla Sudului).

Provincia Cienfuegos